# PSR-A Pilica
PSR-A Pilica — це польська зенітна ракетно-артилерійська система протиповітряної оборони дуже малої дальності (VSHORAD).

## Історія
Роботи над системою Pilica почалися в 2006 році у Військовому технологічному університеті. У 2010–2013 роках вони були співфінансовані Національним центром досліджень та розвитку та реалізовані консорціумом у складі Військового технологічного університету як лідера програми, Zakłady Mechaniczne Tarnów та Bumar-Labedy. Зрештою, підрядником Pilica є консорціум PGZ-PILICA, який складається з таких компаній Polish Armaments Group (PGZ): PIT-Radwar, PCO та Zakłady Mechaniczne Tarnów. У 2015 році завершилися власні випробування системи. 24 листопада 2016 року було підписано контракт на постачання шести систем PSR-A Pilica на суму 746,16 млн злотих брутто. Всього 6 командних пунктів, 36 вогневих установок, 6 радіолокаційних станцій та 60 машин забезпечення, у тому числі 36 машин для транспортування вогневих установок, 12 транспортних машин та 12 машин для боєприпасів. У 2018 році було підписано додаток до контракту, який скеровує систему серійного виробництва. У 2019–2020 роках були проведені навчальні збори для перевірки роботи всієї системи. У жовтні 2020 року PGZ оголосила про завершення приймально-здавальних  випробувань PSR-A Pilica, що відкриває шлях для постачання системи до Збройних сил Польщі.

### Експлуатація в Польщі
18 грудня 2020 року Збройним Силам Польщі було передано перший прототип із шести замовлених комплектів, який перебував на озброєнні 37-ї ескадрильї зенітних ракетних комплексів. Основним завданням системи є прикриття авіаційних баз як основної системи, що доповнює зони вогню ракетних комплексів на малих висотах. 30 березня 2022 року введено в експлуатацію перший серійний комплект Pilica.
Військові підрозділи, оснащені системою PSR-A Pilica:
- 37-ма зенітно-ракетна ескадрилья (з 2020)[5]
- 35-та зенітно-ракетна ескадрилья (з 2022)[5]

## Технічний опис

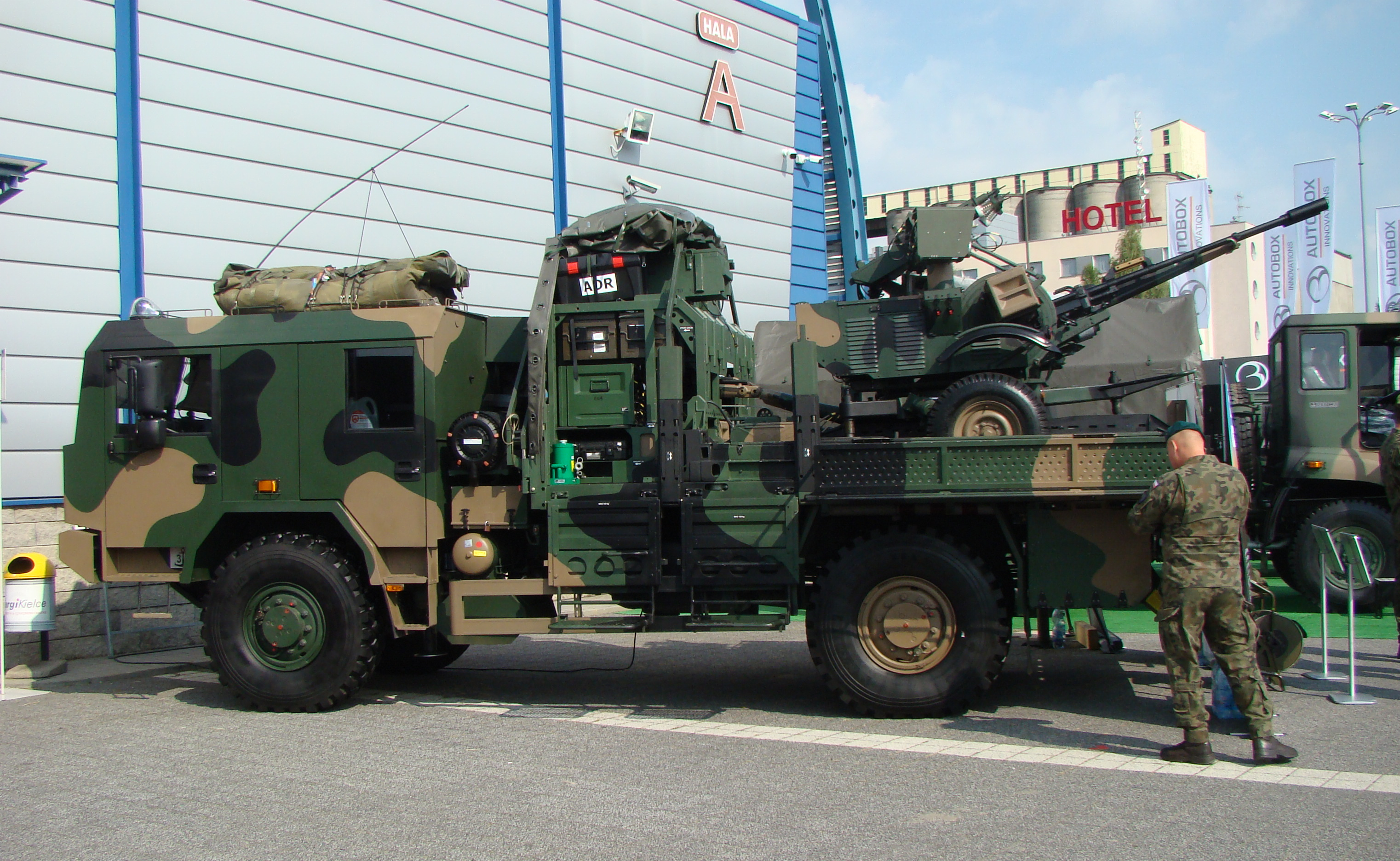
Вогнева установка системи Pilica на транспортній машині Jelcz 442.32

PSR-A Pilica — зенітний комплекс дуже малої дальності, який є елементом нижчого рівня протиповітряної оборони у сфері боротьби з безпілотними літальними апаратами, вертольотами, літаками та крилатими ракетами на відстані до 6500 м, і точкова охорона важливих ділянок або об'єктів. Основним озброєнням комплексу Pilica є ракетно-артилерійський комплекс ZUR-23-2SP Jodek, що складається з двомісної зенітної установки з теоретичною скорострільністю 2000 пострілів/хв і дальністю ефективного вогню до 3 км, яка є польською модифікацією 23-мм гармати ЗУ-23-2, поєднаної з двома пусковими установками ППЗР «Гром» або «Піорун» із дальністю стрільби 6,5 км.
Батарея складається з шести вогневих частин, кожна з яких має ракетно-артилерійський комплекс ЗУР-23-2СП «Йодек». Кожна вогнева частина має власну оптико-електронну систему GOS-1, оснащену тепловізійною камерою, телевізійною камерою та лазерним далекоміром, що забезпечує самостійну роботу в аварійному режимі. Використовується тепловізор KMW-1 Teja виробництва PCO. До батареї входять комп’ютеризований командний пункт на шасі вантажівки Jelcz 442.32, трикоординатний радар SRL-97 на базі тактичного радіолокатора протиповітряної оборони IAI ELM-2106NG ADSR-3D виробництва Israel Aerospace Industries, шість ракетно-артилерійських установок, транспортні машини на шасі Jelcz 442.32 (по одній на кожну вогневу установку), дві транспортні машини на шасі Jelcz 442.32 та дві машини для боєприпасів також на шасі Jelcz 442.32. Вогнева установка також може вести вогонь з платформи транспортного засобу.
Управління зброєю повністю автоматичне з використанням комп'ютеризованої системи наведення. Комплекс працює в напівавтоматичному режимі, наводячись цілі та знищуючи їх після підтвердження оператором. Система націлювання інтегрована з системою супроводу та системою «свій — чужий», яка здатна блокувати зброю та припиняти вогонь, коли ціль ідентифікується системою як власний або союзний літак. Комплексом можна керувати дистанційно, а в разі збою електропостачання також можна керувати вогневою установкою в ручному режимі. Вогнева установка може вести вогонь як із землі, так і з транспортної машини. Комплекс оснащений стабілізованою оптико-електронною системою, що працює в режимі «день-ніч», яка може працювати незалежно від зброї щодо спостереження, виявлення та ідентифікації цілей. Вона є не тільки елементом системи наведення, а й джерелом інформації для всього комплексу. Кожен комплекс також оснащений приймачем оповіщення про лазерне опромінення.